# ألبرتو بونس
ألبرتو بونس (بالإسبانية: Alberto Ponce)‏ هو معلم موسيقى وموسيقي إسباني، ولد في 13 مارس 1935 في مدريد في إسبانيا.

## وصلات خارجية
- ألبرتو بونس على موقع ميوزك برينز (الإنجليزية)
- ألبرتو بونس على موقع ديسكوغز (الإنجليزية)